# Zemský okres Gießen
Zemský okres Gießen (německy Landkreis Gießen) je zemský okres v německé spolkové zemi Hesensko, ve vládním obvodu Gießen. Sídlem správy zemského okresu je město Gießen. Má přibližně 253 tisíc obyvatel. 

## Města a obce
| Města: 1. Allendorf 2. Gießen 3. Grünberg 4. Hungen 5. Laubach 6. Lich 7. Linden 8. Lollar 9. Pohlheim 10. Staufenberg | Obce: 1. Biebertal 2. Buseck 3. Fernwald 4. Heuchelheim 5. Langgöns 6. Rabenau 7. Reiskirchen 8. Wettenberg |